# Pogojna obsodba
Pogojna obsodba ali obsodba na pogojno kazen je obsodba, s katero sodišče določi, da se izrečena kazen ne bo izvršila, če bo storilec kaznivega dejanja izpolnil določene pogoje. Spada med opozorilne sankcije. Omogoča, da se storilca, ki stori manj nevarno kaznivo dejanje manjšega pomena, ne kaznuje z zaporno ali denarno kaznijo, če to ni resnično potrebno. Izreči se sme, če je sodišče storilcu določilo kazen zapora do dveh let za kazniva dejanja, za katera sicer ni predpisana kazen zapora najmanj treh let, ali denarno kazen. Storilcu, ki prizna krivdo, sme sodišče izreči pogojno obsodbo tudi za kazniva dejanja, za katera je predpisana kazen zapora najmanj petih let, ob določeni kazni zapora do petih let. Sodišče upošteva osebnost storilca, njegovo prejšnje življenje, njegovo obnašanje po storjenem kaznivem dejanju, stopnjo krivde in druge okoliščine, v katerih je storilec dejanje storil, ter jo izreče le, če spozna, da je mogoče pričakovati, da storilec kaznivih dejanj ne bo več ponavljal.